# Květy Květy
Květy Květy (2020) je deváté oficiálně vydané řadové album skupiny Květy, první album v sestavě s bubeníkem Jakubem Kočičkou. Obsahuje 11 písniček, které jsou autorským dílem frontmana kapely Martina Kyšperského, pod aranžemi písní je podepsána celá kapela. Smyčce napsal a diriguje Ondřej Kyas. Obal alba vytvořili Kyšperský a Jakub Horský.
Vydání alba předznamenaly dva singly Robot a Do tmy, písnička Robot přímo s videoklipem, klip k písni Do tmy měl premiéru v prosinci 2020.

## Seznam písní
1. Do tmy
2. Robot
3. Koňýku
4. Turné v Polsku
5. Voskovec v Americe
6. Okolí špitálu
7. Uši
8. Kinedryl
9. K
10. Nekonečný
11. Zkouška sirén

## Obsazení
- Květy
  - Martin Evžen Kyšperský – zpěv, kytary, monotron, koncovka, berimbau, tleskání
  - Aleš Pilgr – kontrabas, perkuse, pady, druhé bicí (2, 11), vibrafon, balafon, tleskání, zpěv
  - Ondřej Kyas – kytary, syntezátory, piano, varhany, housle, druhé bicí (10), tleskání, zpěv
  - Jakub Kočička – bicí, perkuse, tleskání, hlas
- hosté
  - Alena Pohlová – zpěv
  - Ondřej Ježek – zpěv, dveře, vozembouch
  - Jan Bělohlávek – housle a viola
  - Ester Kyasová – housle